# Machaya
Machaya is een geslacht van vlinders uit de familie van de prachtvlinders (Riodinidae), onderfamilie Riodininae.
Machaya werd in 1995 voor het eerst wetenschappelijk beschreven door Hall & Willmott.

## Soorten
Machaya omvat de volgende soorten:
- Machaya obstinata Hall, J & Willmott, 1995
- Machaya watkinsi (D'Abrera, 1994)